# Dorsthippus
Dorsthippus is een geslacht van rechtvleugeligen uit de familie veldsprinkhanen (Acrididae). De wetenschappelijke naam van dit geslacht is voor het eerst geldig gepubliceerd in 1977 door Donskoff.

## Soorten
Het geslacht Dorsthippus  is monotypisch en omvat slechts de volgende soort:
- Dorsthippus baleensis (Donskoff, 1977)